# Hermann Sabran
Pour les articles homonymes, voir Sabran.
Hermann Sainte-Marie Sabran, né le 31 août 1837 à Lyon et mort le 25 octobre 1914 à Lyon, est un avocat et philanthrope lyonnais.

## Biographie
Il épouse le 22 juin 1869 à Bormes-les-Mimosas, Hélène Chappon, fille d’un conseiller général du Var.

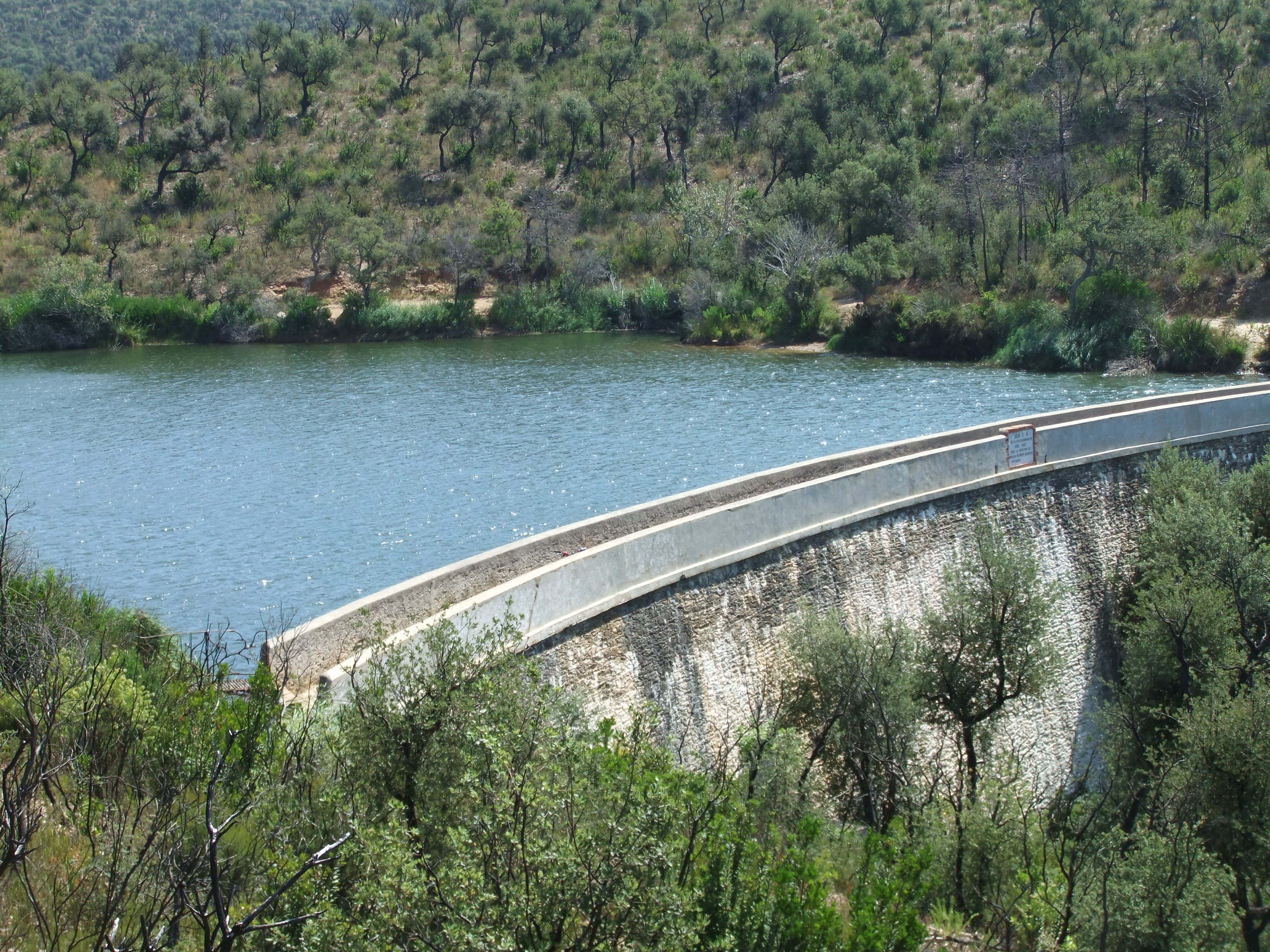
Retenue créée par Hermann Sabran pour alimenter en eau le château de Bregançon.

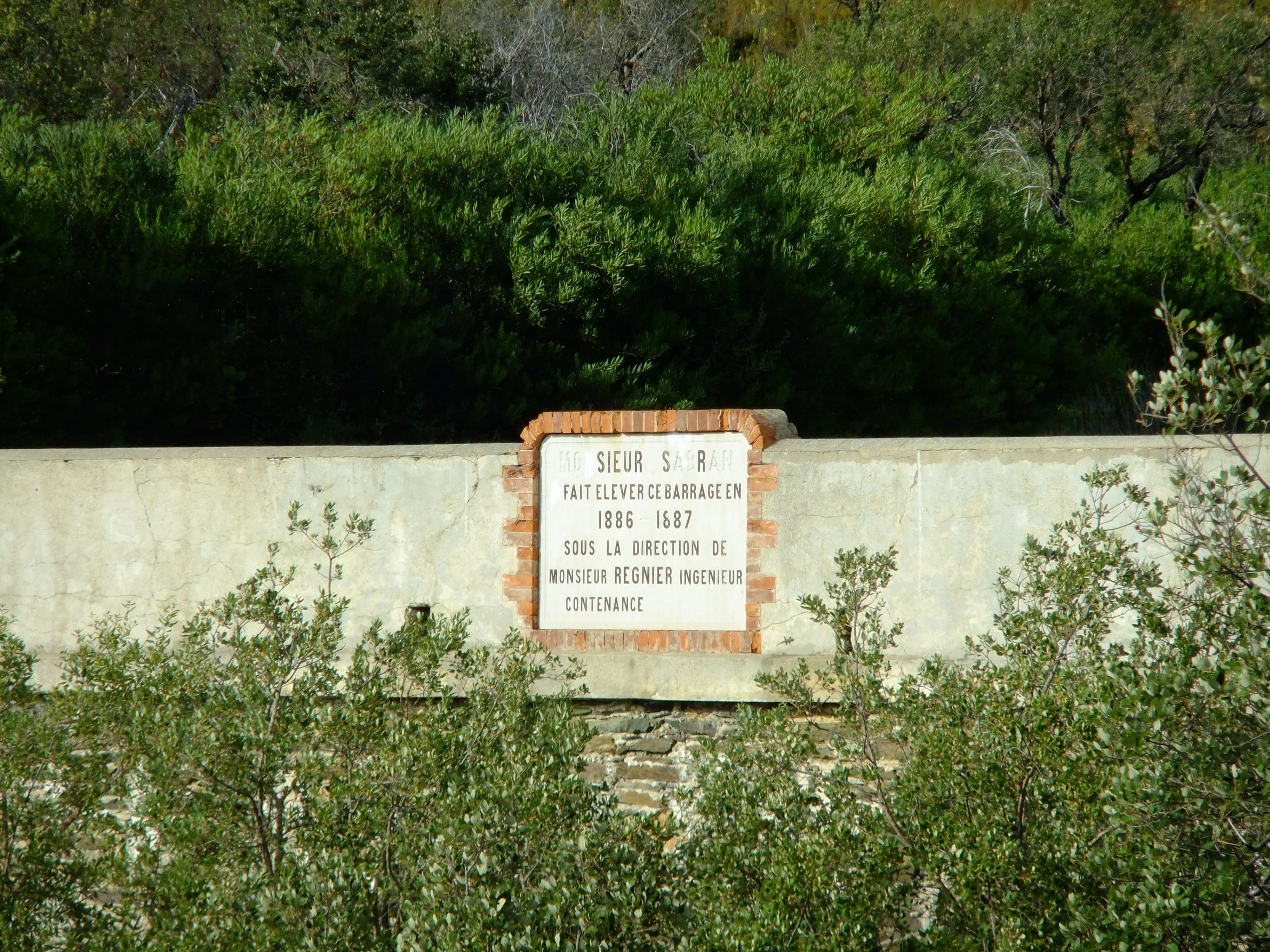
Plaque d'attribution de la retenue du château de bregançon.

Propriétaire du château de Brégançon, domaine dont a été détaché le Fort de Brégançon, il sera aussi conseiller général du Var.
Fervent catholique, il participe à de nombreuses œuvres charitables. Il est à l’origine de la création de la Fédération hospitalière de France.

### Sanatorium Renée Sabran
Président du Conseil général d'administration des Hospices Civils de Lyon,  il achète en mémoire de sa fille unique Renée, décédée à l’âge de huit ans de tuberculose, 25 hectares dont il fait don en 1888 aux Hospices civils de Lyon, sur la presqu'île de Giens à Hyères où se trouve toujours l’Hôpital Renée-Sabran.  
La première pierre du sanatorium et de la chapelle est posée en 1889, l'inauguration a lieu en 1892. Les enfants venus de Lyon sont environ une centaine et sont soignés par le docteur Vidal de Hyères ; tels sont les termes de l'allocution prononcée par Hermann Sabran, lors de l'inauguration du sanatorium : « Nous avons confié le service médical à notre ami, le docteur Vidal, qui, depuis longtemps, poursuivait l'idée de créer un hôpital maritime dans la région, qui n'avait pas pu réaliser ses projets et qui ne se doutait guère que, des brumes de la Saône, devait surgir un hôpital, qui allait, comme il disait lui-même, réaliser le rêve de sa vie. ».
Dans la chapelle, les vitraux qui représentent les membres de la famille, ont été réalisés par Lucien Bégule en 1892 ; dixit Martine Villelongue : « l'artiste personnifie l'ange qui prend les traits de Renée Sabran »,,.

## Hommages et distinctions
Une rue du IVe arrondissement de Lyon porte son nom.